# Malaxis bayardii
Malaxis bayardii là một loài thực vật có hoa trong họ Lan. Loài này được Fernald mô tả khoa học đầu tiên năm 1936.